# لاگوآ دو کارو
لاگوآ دو کارو (به پرتغالی: Lagoa do Carro) یک منطقهٔ مسکونی در برزیل است که در پرنامبوکو واقع شده‌است. لاگوآ دو کارو ۶۸٫۸۷ کیلومتر مربع مساحت و ۱۸٬۲۵۲ نفر جمعیت دارد و ۱۲۸ متر بالاتر از سطح دریا واقع شده‌است.